# Bacchisa unicolor
Bacchisa unicolor là một loài bọ cánh cứng trong họ Cerambycidae.